# Novembre 1807

## Événements

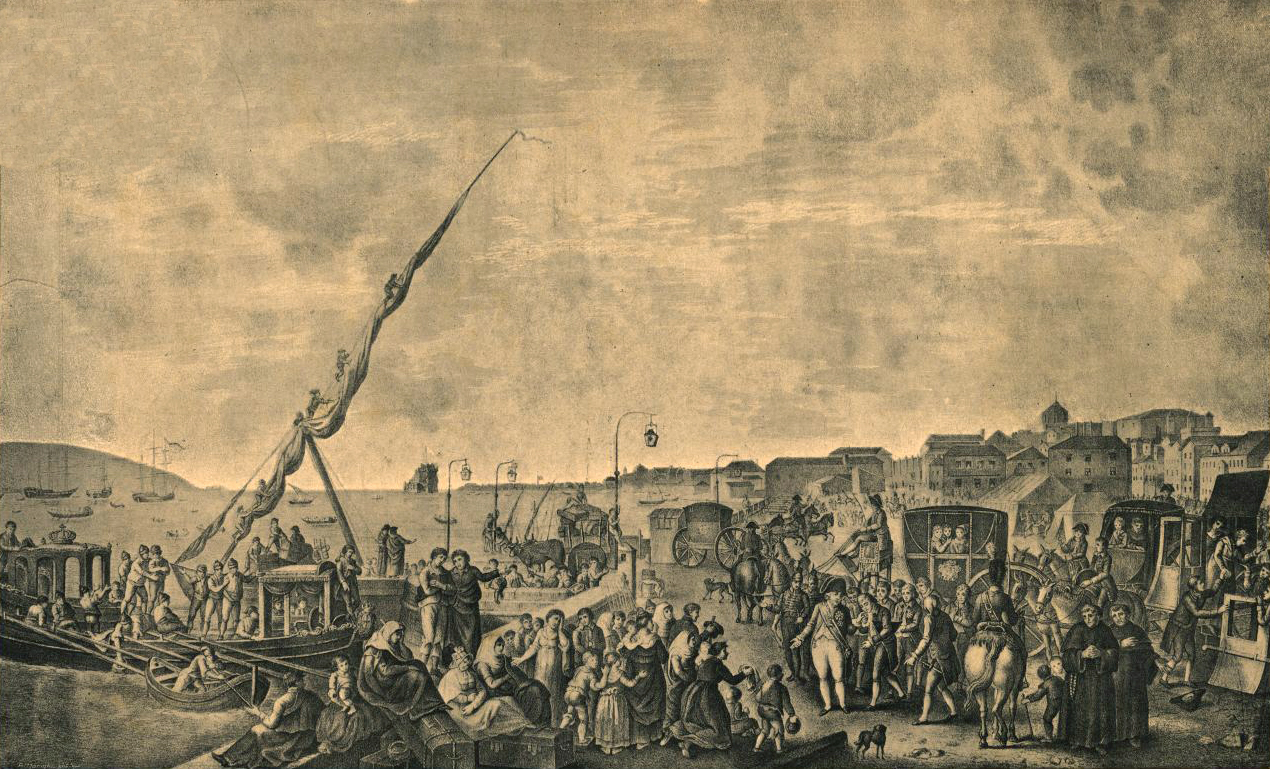
27 novembre : embarquement de la famille royale portugaise à Belém pour le Brésil

- 1er novembre : la Russie déclare la guerre au Royaume-Uni[1].

- 11 novembre : signature du traité de Fontainebleau qui permet des cessions territoriale entre l'Empire français et le royaume de Hollande.

- 20 novembre : première invasion napoléonienne au Portugal. L’Espagne accorde le passage aux troupes françaises de Junot qui atteint Castelo Branco le 20 novembre[2]. Des garnisons françaises s’établissent en Espagne pour assurer la sécurité des communications entre la France et le Portugal.

- 26 novembre : le conseil d’État du Portugal annonce le transfert de la famille royale et de la cour au Brésil. Un Conseil de régence est désigné[3].

- 27 novembre : le prince-régent Jean VI de Portugal s'embarque de Lisbonne vers le Brésil avec la famille royale et la cour et y transfère le siège du royaume[3].

- 28 novembre : la souveraine de Toscane Marie-Louise est invité à quitter Florence[4]. Les Français occupent Livourne, soupçonnée de se livrer à la contrebande avec le Royaume-Uni.

- 30 novembre : les Français entrent dans Lisbonne[5]. Le drapeau portugais est retiré du château Saint-Georges malgré le mécontentement du peuple. À Porto et à Évora se forment des juntes qui assument le pouvoir.

## Naissances
- 14 novembre : Auguste Laurent (mort en 1853), chimiste français.

## Décès
- 11 novembre : Jean-Édouard Adam, chimiste et physicien français (° 11 octobre 1768).
- 24 novembre : Joseph Brant, chef de guerre des amérindiens Mohawk.